# Permis de végétaliser à Paris
Le permis de végétaliser à Paris a été instauré par la municipalité parisienne en juillet 2015 pour permettre aux riverains des espaces publics de végétaliser des pieds d'arbres, des jardinières, etc.

## Historique
En juillet 2015, la ville de Paris  met en place le « permis de végétaliser », permettant aux Parisiens d'entretenir des pieds d’arbres en bas de chez eux et d'y faire pousser les végétaux qu'ils souhaitent. Pour Pénélope Komitès, adjointe à la mairie de Paris chargée des espaces verts et initiatrice du projet, les Parisiens « ont envie de faire les choses par eux-mêmes. C'est aussi une manière de retisser du lien social et de réintroduire l'agriculture dans Paris, on peut planter des fleurs mais aussi des légumes »,. La demande de permis de végétaliser s'effectue en ligne. L’autorisation est délivrée au bout d’un mois, ce délai permet aux services municipaux de vérifier la faisabilité du projet : terrain appartenant bien au domaine public de la ville de Paris, absence de canalisations et de câbles au droit des plantations, maintien d'une circulation sécurisée en surface. 
Depuis 2015, 2 500 permis ont été accordés à la date de janvier 2022. Près de  80 % d'entre eux ont été abandonnés par ces jardiniers bénévoles. Grandement critiqués, ces aménagements sont devenus le symbole du mouvement #SaccageParis. En janvier 2022, Emmanuel Grégoire indique « nous allons arrêter les permis de végétaliser, sauf dans les rares cas où des collectifs s’en occupent avec professionnalisme », il estime le financement de la remise en état des pieds d'arbres à 12,5 millions d'euros répartis sur trois ans. Christophe Najdovski, adjoint à la maire, précise que la gestion des permis de végétaliser sera assurée par les mairies d’arrondissement à partir de l'automne 2022.

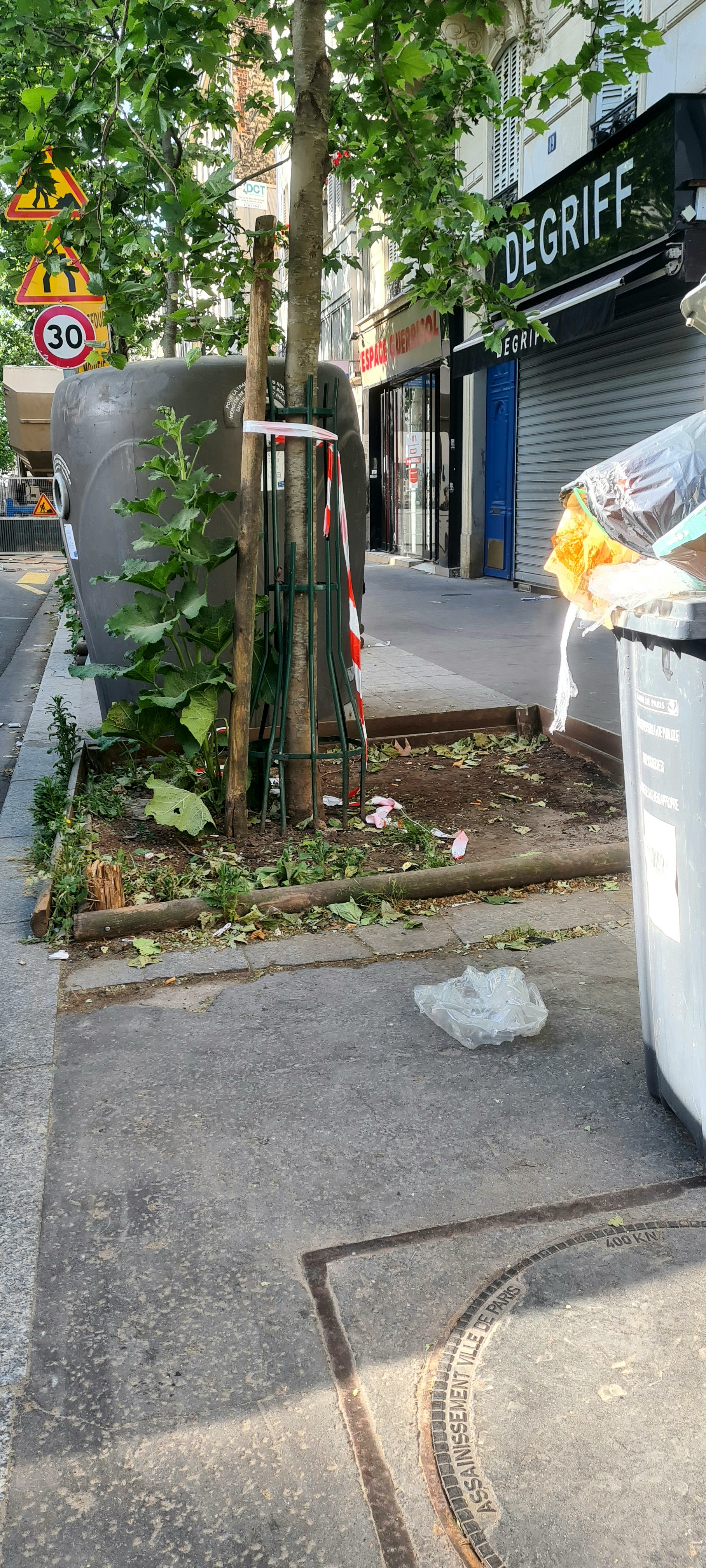
Pied d'arbre végétalisé de l'avenue de Clichy (mai 2022), abandonné.
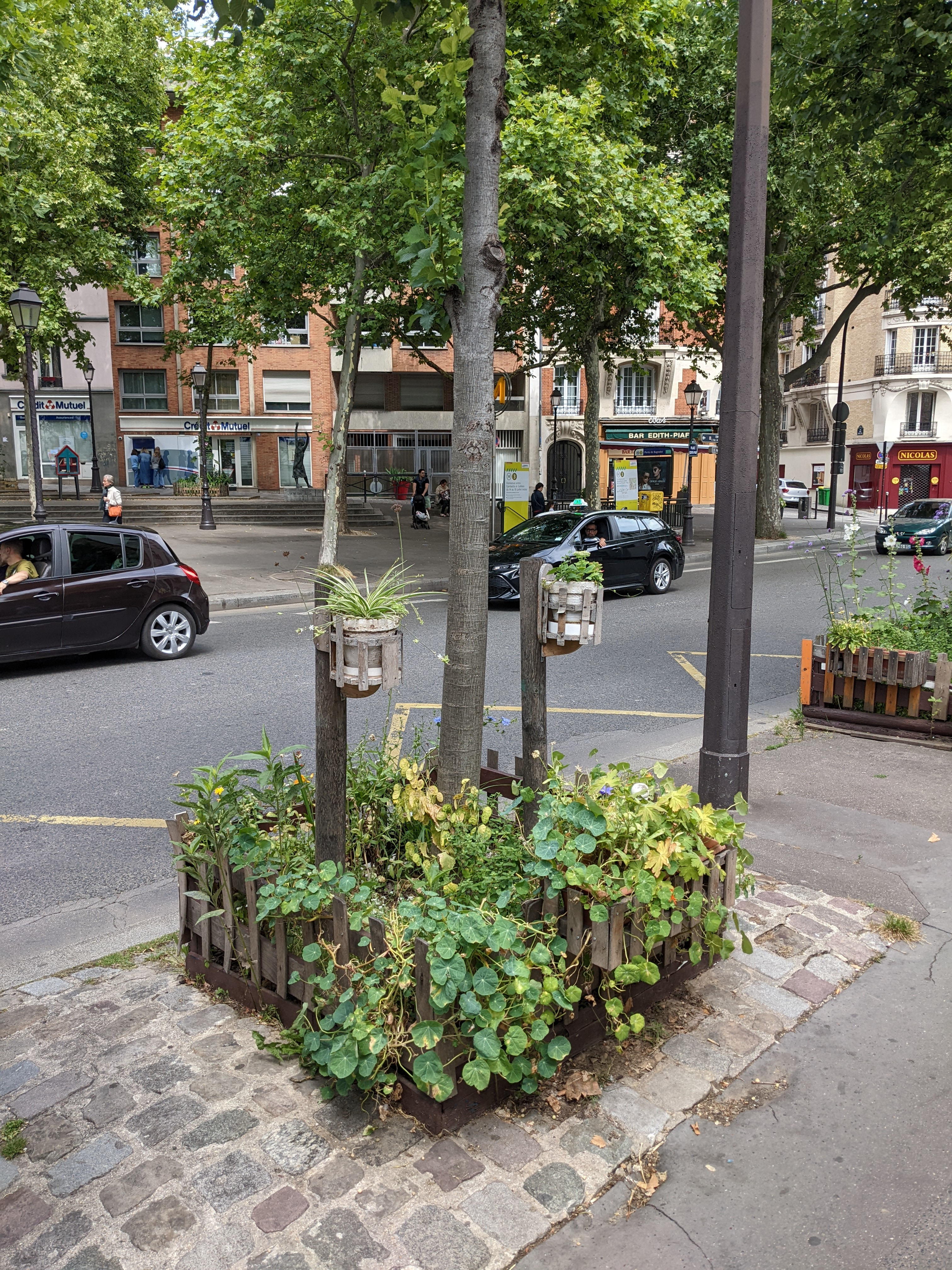
Pied d'arbre végétalisé correctement entretenu.
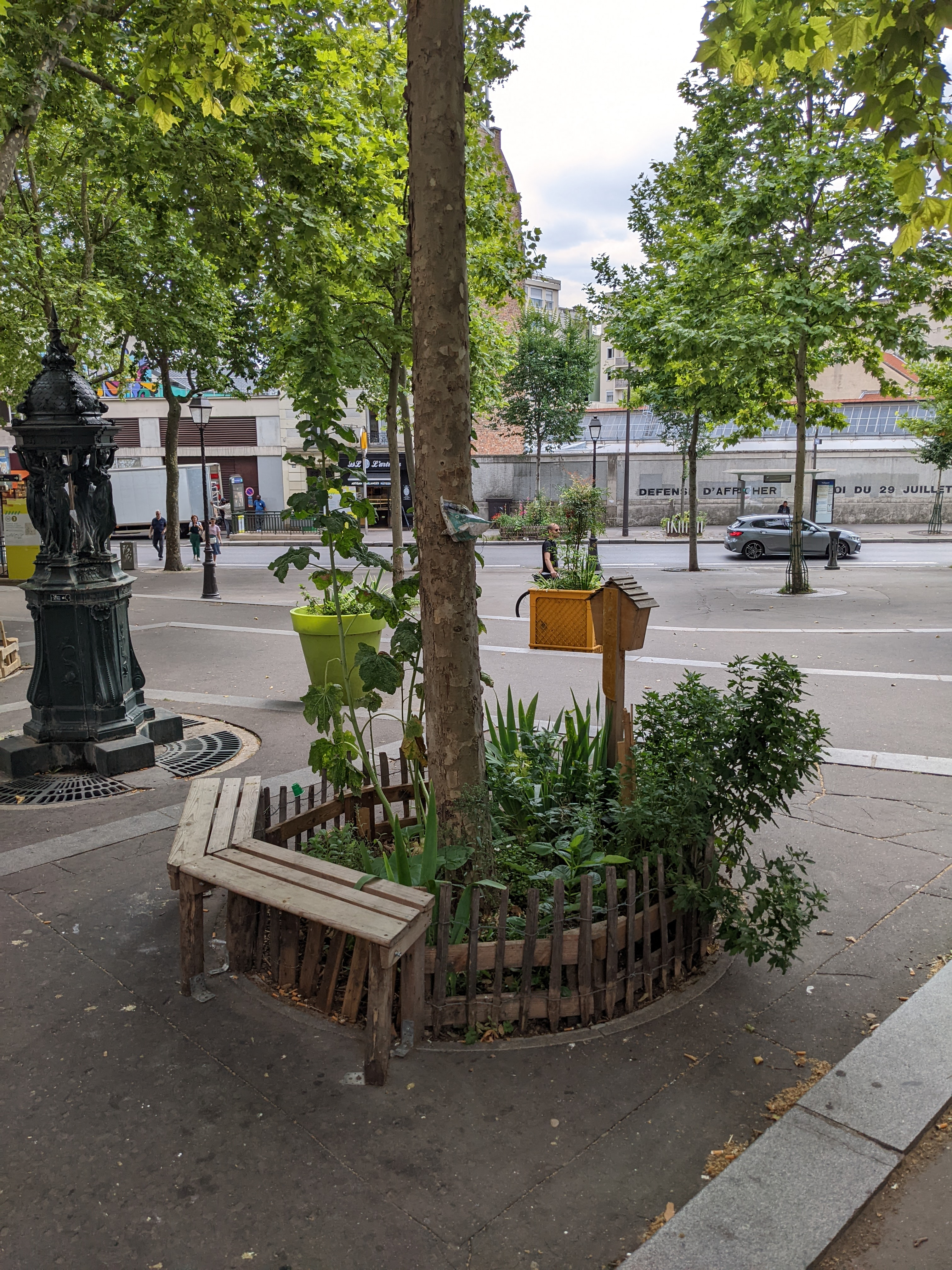
Pied d'arbre végétalisé correctement entretenu.